# Angelo Pasolini
Angelo Gerolamo Pasolini (Orzinuovi, 14 ottobre 1905 – Brescia, 19 febbraio 1959) è stato un calciatore italiano, di ruolo difensore.

## Caratteristiche tecniche
Era un difensore coriaceo, rude nei tackle tanto da aver subito un processo per aver procurato un infortunio all'avversario Antonio Janni. Era detto "Cana" perché metteva molta grinta in campo.

## Carriera
Cresciuto nel Brescia, passò nel 1932 alla Roma, con la quale ottenne due quinti posti in campionato.
Terminò la carriera nel 1938 giocando in Serie B a Pisa.
Dopo la fine della carriera agonistica ebbe due brevi esperienze come allenatore con Pisa e Brescia.